# Yuya Himeno
Yuya Himeno (født 27. september 1996) er en japansk fodboldspiller, som spiller for den japanske fodboldklub Thespakusatsu Gunma.